# Midskogstjärnen (Fjällsjö socken, Ångermanland)
Midskogstjärnen är en sjö i Strömsunds kommun i Ångermanland och ingår i Ångermanälvens huvudavrinningsområde. Sjön har en area på 0,0993 kvadratkilometer och ligger 221,3 meter över havet.

## Delavrinningsområde
Midskogstjärnen ingår i det delavrinningsområde (707793-152846) som SMHI kallar för Utloppet av Fjällsjön. Medelhöjden är 246 meter över havet och ytan är 64,94 kvadratkilometer. Räknas de 871 avrinningsområdena uppströms in blir den ackumulerade arean 7 467,53 kvadratkilometer. Fjällsjöälven (Sannarån) som avvattnar avrinningsområdet har biflödesordning 2, vilket innebär att vattnet flödar genom totalt 2 vattendrag innan det når havet efter 139 kilometer. Avrinningsområdet består mestadels av skog (73 procent). Avrinningsområdet har 8,59 kvadratkilometer vattenytor vilket ger det en sjöprocent på 13,2 procent. Bebyggelsen i området täcker en yta av 0,35 kvadratkilometer eller 1 procent av avrinningsområdet.